# راج شاكرابارتي
راج شاكرابارتي (بالإنجليزية: Raj Chakraborty)‏ هو منتج أفلام ومخرج هندي، ولد في 21 فبراير 1974 في Halisahar ‏ في الهند.

## وصلات خارجية
- راج شاكرابارتي على موقع IMDb (الإنجليزية)
- راج شاكرابارتي على موقع أول موفي (الإنجليزية)
- راج شاكرابارتي على موقع قاعدة بيانات الفيلم (الإنجليزية)
- راج شاكرابارتي على موقع كينوبويسك (الروسية)